# بلا رریچ

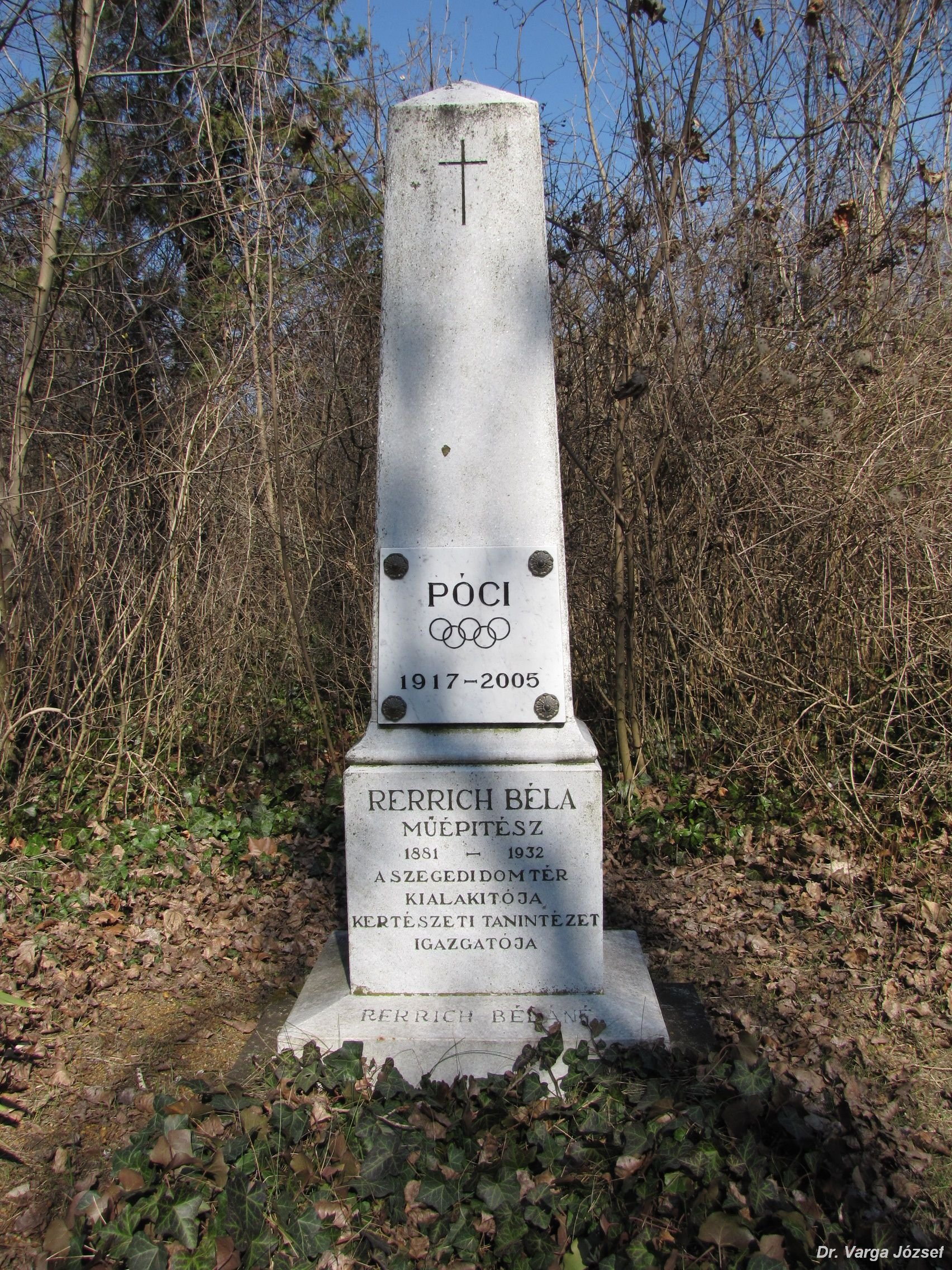
نمایی از سنگ‌مزار بلا رریچ

بلا رریچ (انگلیسی: Béla Rerrich; ۲۶ نوامبر ۱۹۱۷ – ۲۴ ژوئن ۲۰۰۵) ورزشکار شمشیربازی اهل مجارستان بود.
وی در مسابقات کشوری و بین‌المللی در مجموع برندهٔ ۱ مدال نقره شده‌است.